# Nicolaj Helt
Nicolaj Helt (død 7. august 1667 i København) var en dansk søofficer.
Han var født i Ditmarsken, og hans søster var moder til Mathias von Paulsen. Han skal have tjent på den spansk-nederlandske flåde og kom 1653 i dansk tjeneste som kaptajn på Flåden. 1656 blev han medlem af Admiralitetet og var i efteråret samme år viceadmiral på den til Østersøen sendte flåde. Under Københavns belejring udmærkede han sig særlig i august 1658 ved at erobre flere svenske skibe, der ville sætte folk over til Amager, og havde i marts 1659 en heldig fægtning med fjenden under Langeland. Efter freden virkede han ivrig på Holmen; han skal have følt sig forurettet ved Cort Adelers udnævnelse til admiral 1663 og have tænkt på at tage sin afsked, men opgav dog dette. Under krigen med England 1666 blev han sendt til Nordsøen med en eskadre, men led skibbrud og reddede sig med nød og næppe til Bergen. I juli 1667 var han atter beredt til at gå til søs, men blev bragt syg i land og døde 7. august. Han er begravet i Sankt Petri Kirke.